# Zéguédéguin
Zeguedeguin là một tổng của Namentenga Province ở phía bắc Burkina Faso. Thủ phủ của tổng này là thị xã Zeguedeguin.

## Các thị xã và làng
Badinogo, Boumtenga, Dassambimba, Dosborgo, Kogonéré, Lankiandé, Lillougou, Louda-Peulh, Nitenga, Nomikidou, Ouabedi, Pissi, Zéguédéguin-Peulh và Zéguédéguin-Mossi.